# الدوري النيوزيلندي لكرة السلة
الدوري النيوزلندي لكرة السلة هو دوري كرة سلة للمحترفين في نيوزيلندا تأسس في 1982 يلعب فيه 8 فرق. يعتبر فريق أوكلاند بايرتز هو الأكثر تتويجا باللقب.

## أبرز الفرق
- أوكلاند بايرتز

## وصلات خارجية
- الموقع الإلكتروني